# Seram-Stachelratte
Die Seram-Stachelratte (Rattus feliceus) ist eine Ratte und gehört zu der Unterfamilie der Altweltmäuse (Murinae). Ihre Lebensräume befinden sich auf der Insel Seram, ab dem Meeresspiegel bis auf einer Höhe von 1800 Metern. Vermutlich ist sie relatiert zu Neuguinea-Arten wie Rattus leucopus. Auf Neuguinea gibt es jedoch keine Arten, mit denen sie eine starke Ähnlichkeit aufweist. Bis 1986 ist sie als eine Unterart von Rattus leucopus, Rattus ruber oder Rattus ringens betrachtet worden. Es wurden bis heute nur zehn Tiere gefangen.
Die Seram-Stachelratte ist eine große rotbraune Ratte. Das Fell ist stachelig, der Schwanz ist kurz. Die Schuppen auf dem Schwanz sind verhältnismäßig groß. Weibchen haben 2+2=8 Milchdrüsen (zwei Paare auf der Brust und zwei auf dem Bauch). Der Bauch ist weiß. Diese Art wird 200 bis 230 mm lang (Kopf-Rumpf-Länge). Der Schwanz kann auch 200 bis 230 mm lang werden. Die Ohrlänge ist 20,5 bis 23 mm. Adulte Tiere wiegen 272 bis 345 g.

## Weblink
- Rattus feliceus in der Roten Liste gefährdeter Arten der IUCN 2013.2. Eingestellt von: Helgen, K. & Aplin, K., 2008. Abgerufen am 6. Dezember 2013.